# Rudyard (Montana)
Rudyard est une localité du comté de Hill dans l'État du Montana, aux États-Unis.
Rudyard a la particularité d'être la seule localité des États-Unis dont l'antipode ne situe pas dans un océan mais près de Port-Christmas dans les Îles Kerguelen.